# Капская кобра
Капская кобра (лат. Naja nivea) — вид ядовитых змей из семейства аспидовых.

## Внешний вид
Общая длина достигает от 1,2 до 1,4 м, максимальная длина — 1,87 м. Самцы длиннее самок. Голова небольшая. Туловище стройное, крепкое. На капюшоне отсутствуют «очки». Окраска янтарно-жёлтая или тёмно-коричневая с коричневой поперечной полосой на нижней стороне шеи.

## Распространение
Эндемик южной Африки. Распространена в южных частях Намибии и Ботсване, западной части Южно-Африканской республики и приграничных частях Лесото.

## Образ жизни
Обитает в широком спектре местообитаний. Любит пустынно-степные и горные местности. Встречается на высоте до 2500 метров над уровнем моря. Часто встречается у разных водоёмов. Активна днём. Питается ящерицами, змеями, лягушками, жабами, мышевидными грызунами, птицами, и даже падалью.
Яйцекладущая змея. Самка откладывает от 8 до 20 яиц.